# Рабинов, Пол
Пол Рабинов (англ. Paul Rabinow; 21 июня 1944, Флорида — 6 апреля 2021, Беркли, Калифорния) — американский антрополог, специалист в области культурной антропологии. Доктор философии (1970), профессор Калифорнийского университета в Беркли, где преподавал с 1978 года. С 2019 года в отставке.
Его родители были потомками российских еврейских эмигрантов.
В Чикагском университете получил степени бакалавра (1965), магистра (1967) и доктора философии (1970) по антропологии (под началом Ричарда Маккеона и Клиффорда Гирца). Учился в Практической школе высших исследований в Париже (1965-1966). В 1969 году проводил исследования в Марокко.
Читал Frazer Lecture в Кембридже (2008). Умер от рака. Его давним другом и коллегою была Нэнси Шепер-Хьюз.
Кавалер фр. ордена Искусств и литературы (1998). Занимает шестое место в топ-10 влиятельных антропологов 2010—2020 гг. по версии AcademicInfluence.com.
В 1977 году вышла его фундаментальная работа Reflections on Fieldwork in Morocco.
Был женат, сын Марк.